# Scipione I. de’ Rossi

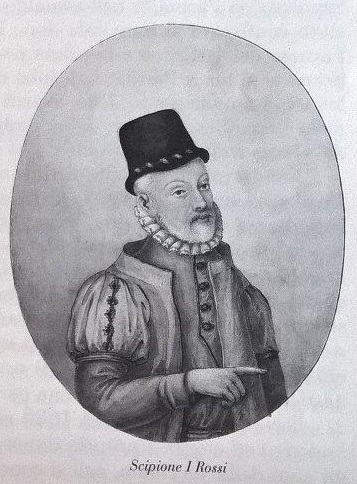
Scipione I. de’ Rossi

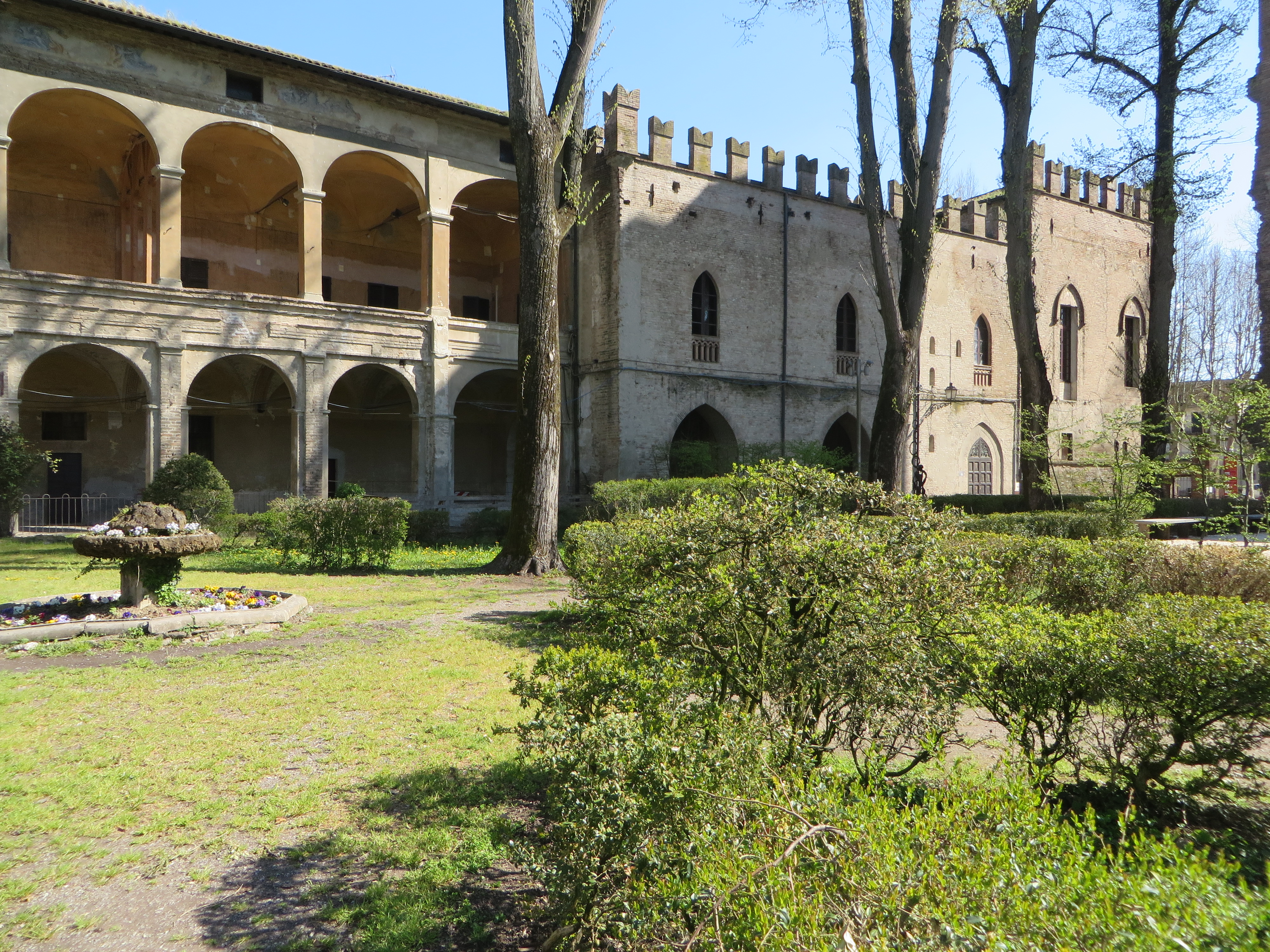
Rocca dei Rossi in San Secondo

Scipione I. de’ Rossi (* 1628 in San Secondo; † 1715 in Farfengo) war ein italienischer Adliger und 8. Markgraf von San Secondo.

## Biografie
Der Sohn von Federico I. de’ Rossi und Orsina di Taddeo Pepoli wurde 1628 geboren und übernahm 1653, nach dem Tod seines Bruders Pier Maria IV. die Markgrafschaft San Secondo. Mit großem finanziellen Aufwand gelang es ihm, die Konfiszierung des Lehens San Secondo rückgängig zu machen und es wieder in Besitz zu nehmen. Im Zuge dieser Verhandlungen begab sich Scipione I. nach Madrid, um die Unterstützung und die finanzielle Hilfe von König Philipp IV. zu erhalten, und versprach dem Monarchen bei dieser Gelegenheit zwei Kunstwerke aus seiner Familiensammlung: Das „Porträt von Pier Maria Rossi von San Secondo“ und das „Porträt von Camilla Gonzaga mit den drei Kindern“, beide von Parmigianino; 1664 wurden sie nach Spanien abgegeben.
Ebenfalls wegen der finanziellen Schwierigkeiten, in denen sich die Rossis im 17. Jahrhundert befanden, gab er 1666 an die herzogliche Liegenschaftsverwaltung das Lehen Berceto, das von Corniana und alle Burgen im Apennin hinter Parma ab, wodurch sich die Besitzungen der Familie im Gebiet von Parma auf nur noch San Secondo beschränkte.
1657 diente Scipione I. mit Erlaubnis der Farneses den Spaniern im Krieg gegen die Lombardei. 1680 verzichtete er auf den Titel des Markgrafen zugunsten seines Sohnes Federico II. und zog sich ins Privatleben nach Venedig zurück.
Auch wenn er nicht lange in San Secondo gelebt hatte, so ließ er doch am Rand des Parkes der Rocca dei Rossi die „Kapelle der glücklichen Jungfrau von Serraglio“ errichten.
Im Jahre 1715 starb Scipione I. in Farfengo.

## Verwandte

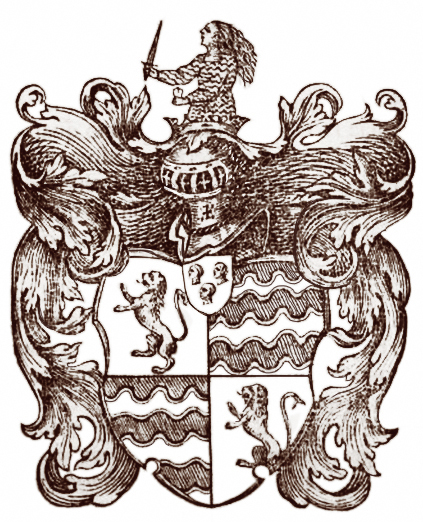
Wappen der Rossis von San Secondo

Scipione I. hatte mit seiner Gattin Maria Rangoni acht Kinder:
- Federico II. (1660–1754)
- Orsina (* 1663)
- Ottavia (* 1664)
- Maria (* 1666)
- Caterina (* 1668)
- Eleonora (* 1672)
- Antonio (* 1673)
- Teresa Isabella (* 1674)